# Centaurea amadanensis
Centaurea amadanensis — вид квіткових рослин айстрових (Asteraceae). Це рослина пн.-сх. Іраку та зх. Ірану.